# رابین لو نورماند
رابین لو نورمان (انگلیسی: Robin Le Normand؛ زادهٔ ۱۱ نوامبر ۱۹۹۶) بازیکن فوتبال اهل اسپانیا است که در پست مدافع برای باشگاه اتلتیکو مادرید بازی می‌کند.